# مسجد معزی
مسجد معزی مربوط به اواخر دوره قاجار -اوایل دوره پهلوی است و در دزفول، محله بازار واقع شده و این اثر در تاریخ ۱۲ بهمن ۱۳۸۱ با شمارهٔ ثبت ۷۱۰۲ به‌عنوان یکی از آثار ملی ایران به ثبت رسیده است.